# Stein von Morphie

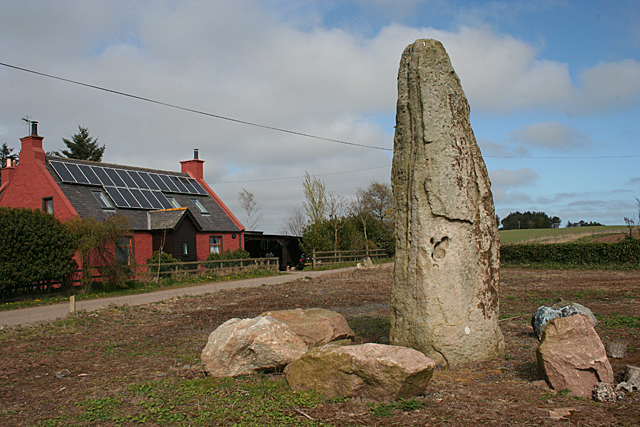
Stein von Morphie

Der Stein von Morphie (früher auch Stein von Morphy genannt) ist ein Menhir (englisch Standing stone) etwa 700 Meter westlich der A92, nahe der Brücke über den North Esk, 400 Meter östlich der Mühle von Morphie, zwischen Kinnaber und Morphie in Aberdeenshire in Schottland.
Der Stein ist ungefähr 3,5 Meter hoch und unbearbeitet. Seine Basis misst etwa 70 × 100 cm.
Der Stein soll das Grab eines Sohnes des geschichtlich nicht überlieferten „Camus“ markieren, der um 1010 n. Chr. in der legendären Schlacht von Barry gefallen sein soll. Das Datum und die Erwähnung der Schlacht zwischen den Schotten unter Malcolm II. und den Dänen lieferte Hector Boece (1465–1536). Seine Angaben, einschließlich des Namens Camus, werden jedoch von Historikern in Zweifel gezogen bzw. widerlegt.